# جامعة الشهباء
جامعة الشهباء الخاصة هي جامعة خاصة في سوريا، أُنشئت عام 2005، تقع في الضواحي الجنوبية لمدينة حلب على طريق (حلب-دمشق) 30 كم بعيداً عن حلب. كانت تعرف باسم «جامعة الخليج» حتى فبراير من العام 2012، حيث تم تغيير اسمها ليصبح «جامعة الشهباء».
أبرمت جامعة الشهباء عند تأسيسها اتفاقيات تعاون أكاديمي مع جامعتي جورج ماسون وبنتلي(en [الإنجليزية])..

## الكليات
- كلية هندسة المعلومات
- كلية الأعمال والإدارة
- كلية طب الأسنان